# Rodeio Bonito
Rodeio Bonito là một đô thị thuộc bang Rio Grande do Sul, Brasil. Đô thị này có diện tích 83,198 km², dân số năm 2007 là 5698 người, mật độ 68,49 người/km².